# 凤台南路
凤台南路是南京市主城区西部的一条重要南北向主干道，北起赛虹桥立交，南至宁芜公路，全长约5.3公里，是连接南京主城区与宁芜公路的重要快速通道。凤台南路不仅是南京城市交通网络的重要组成部分，还因其独特的“月季大道”景观和历史文化背景，成为南京的一张靓丽名片。

## 历史沿革

### 早期建设
凤台南路最初作为连接南京主城区与绕城公路的快速路，于20世纪90年代建成通车，是南京西南部的重要交通干线。
2010年，凤台南路南延工程完工，新增高架和隧道，使其成为一条无红绿灯的快速路，极大提升了通行效率。

### 环境整治与升级
2017年，凤台南路启动环境综合整治工程，包括道路拓宽、架空杆线下地、绿化升级等，目标是将凤台南路打造为“四季有花、夜景美观”的生态通道。
2018年，凤台南路通过种植近10万株月季，成为南京首条“月季大道”，吸引了大量市民和游客。

## 地理位置与功能
凤台南路位于南京市雨花台区，北接赛虹桥立交，南至绕城公路，是连接南京主城区与江宁区、马鞍山的重要通道。
该道路不仅是南京西南部的交通动脉，还承担着苏皖之间的交通往来，对区域经济发展具有重要意义。

## 交通与基础设施

### 道路设计
凤台南路按双向六车道设计，部分路段拓宽至单向七车道，极大提升了通行能力。
高架桥和隧道的建设使凤台南路成为一条无红绿灯的快速路，从赛虹桥立交至绕城公路仅需3分钟左右。

### 绿化与景观
凤台南路以“月季大道”闻名，沿线种植了880株高秆月季、1.5万盆月季花挂篮，形成了独特的景观效果。
整治工程中还新增了绿地7.5万平方米，提升了道路的生态品质。

## 经济与社会价值

### 区域发展
凤台南路沿线分布着多个建材市场、商业大厦和住宅区，整治工程提升了区域形象，促进了经济发展。
道路的升级改造对周边房价产生了积极影响，提升了居民的生活品质。

### 文化意义
凤台南路得名于李白《登金陵凤凰台》中的“凤凰台”，与南京的历史文化紧密相连。
整治工程中充分听取了沿线居民的意见，体现了“民主整治”的理念。

## 未来发展

### 智慧交通
未来，凤台南路将进一步结合智慧交通技术，提升道路管理和通行效率。
沿线生态保护和景观建设也将成为重点，打造绿色交通走廊。

### 区域一体化
随着南京都市圈的扩展，凤台南路将继续发挥其连接主城区与江宁区、马鞍山的重要作用，进一步推动区域经济和社会发展